# Lamellobates nitidus
Lamellobates nitidus är en kvalsterart som beskrevs av Calugar 1987. Lamellobates nitidus ingår i släktet Lamellobates och familjen Austrachipteriidae. Inga underarter finns listade i Catalogue of Life.